# Ahaetulla nasuta
Ahaetulla nasuta, comúnmente conocida como serpiente de vid común o serpiente látigo de hocico largo, es una especie de serpiente del género Ahaetulla que se distribuye por la India, Sri Lanka, Bangladés, Birmania, Tailandia, Camboya y Vietnam. 
Posee decenas de nombres vernáculos. Por ejemplo, en tamil, se conoce como pachai paambu, y en marathi, como serpiente shelati.
No debe confundirse con Oxybelis fulgidus o serpiente verde de la vid de América Central y del Sur. 
Son cazadoras de emboscada.